# Johann George Pfister
Johann George Pfister (* 31. Januar 1697 in Oberglogau, Fürstentum Oppeln; † nach 1752) war ein deutscher Goldschmied, der von 1727 bis 1744 in Neisse tätig war. Pfister gehörte einer alten traditionellen Goldschmiedfamilie an, die langjährig in Oberglogau ansässig war.

## Leben
Johann George Pfister war Sohn des Goldschmieds Karl Pfister und seiner Ehefrau Anna Pfister. 1713 begann Pfister eine Lehre im Goldschmiedehandwerk bei Martin Vogelhund in Neisse. 1727 absolvierte er in Neisse seine Meisterprüfung, ließ sich in Neisse nieder und war dort bis 1744 tätig.
Von 1746 bis 1752 war in Neisse und Oberglogau der Goldschmied Elias Pfister tätig, bei dem es sich um einen Sohn von Johann George Pfister handeln könnte.

## Werke
Pfister nutzte für seine Werke die Meisterpunze IGP.
Zu seinen Werken zählen:
- Bischofsstab im Breslauer Domschatz, um 1732
- Zum Kirchenschatz der St. Jakobuskirche Neisse gehört eine Reliquienmonstranz mit einer Kreuzreliquie von Johann George Pfister sowie weitere von ihm hergestellte Ausstattungsstücke.[1]
- Prozessionsbaldachin in Neisse[2]
- 1732 hergestellte Monstranz in der Kirche von Lonschnik[3]